# Programa de grabación de discos ópticos
Para su utilización se requiere de una unidad de discos denominada "quemadora" o "grabadora", así como los discos grabables o regrabables (escribibles o re-escribibles).
Los datos a grabar pueden ser compilados por el usuario en el propio momento de la grabación o venir incluidos en algún fichero que contenga la estructura exacta y reproducible de un medio físico (soporte original). Este tipo de archivo informático es lo que habitualmente se conoce como una imagen de disco óptico, como ejemplo, imagen de CD o imagen de DVD.
Aunque es lo más habitual, una imagen no tiene por qué contener los datos de un CD o DVD, sino que puede contener cualquier estructura de ficheros compatible. Por ejemplo, imágenes de BD o HD DVD y hay imágenes de los discos Universal Media Disc (UMD) correspondientes a la consola portable de Sony, PlayStation Portable (PSP).

## Código abierto

### Multiplataforma
- Cdrtools
- Cdrkit, un fork de cdrtools por el proyecto Debian
- cdrdao
- Dvdrtools, fork de cdrtools

### GNU/Linuxy Unix
- Dvd+rw-tools, Colección de paquetes para DVD y Blu-ray para sistemas unix y unix-like
- Libburnia

Los siguientes son front-ends para cdrtools:
- Brasero
- GnomeBaker
- Graveman
- K3b
- Nautilus, gestor de archivos oficial del entorno de escritorio GNOME
- Serpentine
- X-CD-Roast
- Xfburn, es el programa grabador de CD de Xfce

Los siguientes son en modo texto:
- BashBurn
- Cdw un programa para Midnight Commander

### Windows
- cdrtfe es un front-end gráfico para CD-Rtools, escrito en Delphi.
- InfraRecorder

### Mac OS X
- Burn
- SimplyBurns

## Freeware

### Amiga
- MakeCD[1]
- AmiDVD[2]
- DVDAuthor[3]

### Windows
- Active@ ISO Burner
- AVS Disc Creator
- AmoK CD/DVD Burning
- AmoK DVD Shrinker
- BurnAware Free Edition
- Burn4Free
- Burnatonce
- BurnRight
- CDBurnerXP Pro
- DeepBurner Free
- DVD Decrypter (Descontinuado)
- DVD Shrink
- Express Burn
- ImgBurn
- ISO Recorder
- JetBee
- Finalburner
- Small CD-Writer
- DVDFab

## Software propietario

### Amiga
- MakeCD
- Frying Pan
- MasterISO

### Mac OS X
- Roxio Toast
- MacTheRipper
- Disco (software)
- DVDRemaster
- DVD Studio Pro
- Wave Burner

- ux

### Unix
- GEAR PRO Unix

### RISC OS
- CDVDBurn

### Windows
- Alcohol 120%
- Ashampoo Burning Studio
- AVS Video Converter
- Blindwrite
- CDRWIN
- CloneCD
- CloneDVD
- Cyberlink Power2Go
- DeepBurner
- DiscJuggler
- Droppix Recorder
- DvdFab
- Easy CD Creator
- Easy Media Creator
- Express Burn Plus
- GEAR Video
- MagicISO
- Nero Burning ROM
- NTI CD and DVD-Maker
- ONES by Prassi
- PowerISO
- Roxio WinOnCD
- Sateira CD&DVD Burner
- Ulead DVD software
- UltraISO

### ZETA
- MediaFire Pro